# 禁忌 (映画)
『禁忌』（きんき）は2014年公開の日本映画作品。

## あらすじ
ヒロインは、成人男性が苦手な数学教師。女生徒とレズ関係にあり、婚約者がいるが彼との性交後も体を念入りに洗う。交流が途絶えていた大学教授の父が少年を監禁していた容疑で逮捕され、その少年を自宅に匿い、少年と性関係を持つ。婚約者との関係を破棄する。そしてヒロインと少年の関係は…。

## キャスト
- 浅井咲良：杉野希妃
- 望人：太賀
- 菊田泰史：山本剛史
- 小波充：佐野史郎
- 清宮苗：藤村聖子
- 二瓶一：森岡龍
- 薩川志穂：月船さらら

## スタッフ
- 監督：和島香太郎
- 製作：杉野希妃
- 撮影監督：古屋幸一